# Anthimos Kapsis
Anthimos Kapsis - em grego, Άνθιμος Καψής (Astipaleia, 3 de setembro de 1950) é um ex-futebolista grego que atuava como líbero.

## Carreira
Em sua carreira, que durou entre 1969 e 1984, defendeu apenas um clube: o Panathinaikos, onde realizou 319 jogos, e marcou cinco gols. Aposentou-se dos gramados aos 33 anos, não seguindo inclusive carreira como técnico de futebol ou dirigente.
Seu filho, Michalis, também foi jogador de futebol, tendo atuado por 22 anos (1990-2012), e defendido também a Seleção Grega de Futebol entre 2003 e 2007 (34 partidas, um gol). Pelo selecionado, Anthimos fez uma partida a mais: foram 35 no total, não marcando gols.

## Ligações Externas
- Perfil em Fifa.com (em inglês)